# Лович
Ло́вич (пол. Łowicz) — город в Польше, входит в Лодзинское воеводство, Ловичский повят. Имеет статус городской гмины. Занимает площадь 23,41 км². Население — 27 896 человек (на конец 2020 года).

## История
Лович традиционно служил загородным владением гнезненского архиепископа. Впервые упомянут в булле папы Иннокентия II, датированной 1136 годом. В середине XIV века прелат Ярослав Скотницкий возводит в Ловиче резиденцию в готическом стиле, разрушенную в годы шведского потопа. С 1433 года при дворе архиепископа действовало подразделение Ягеллонского университета.
Во время междуцарствия 1572 года Лович — фактически вторая столица Польского королевства, где чеканилась монета. При втором разделе Польши город отошёл к Пруссии (нем. Lowitsch). В 1807 году Наполеон подарил секуляризованное княжество Лович своему маршалу Даву.
После учреждения Царства Польского княжество перешло в руки великого князя Константина Павловича и его супруги Жанетты Грудзинской, которая получила титул княгини Лович. Супруги населили свои владения свободными крестьянами, это была одна из самых процветающих областей Царства Польского. По соседству в Скерневице был отстроен охотничий дворец Романовых. На расстоянии 14 км в Неборове жили князья Радзивиллы.
В начале Второй мировой войны Лович оказался в самом центре битвы на Бзуре и был сильно разрушен. Местное еврейское население было согнано в гетто. В 1999 году Лович посетил папа Иоанн Павел II, предоставивший городскому собору статус малой базилики.

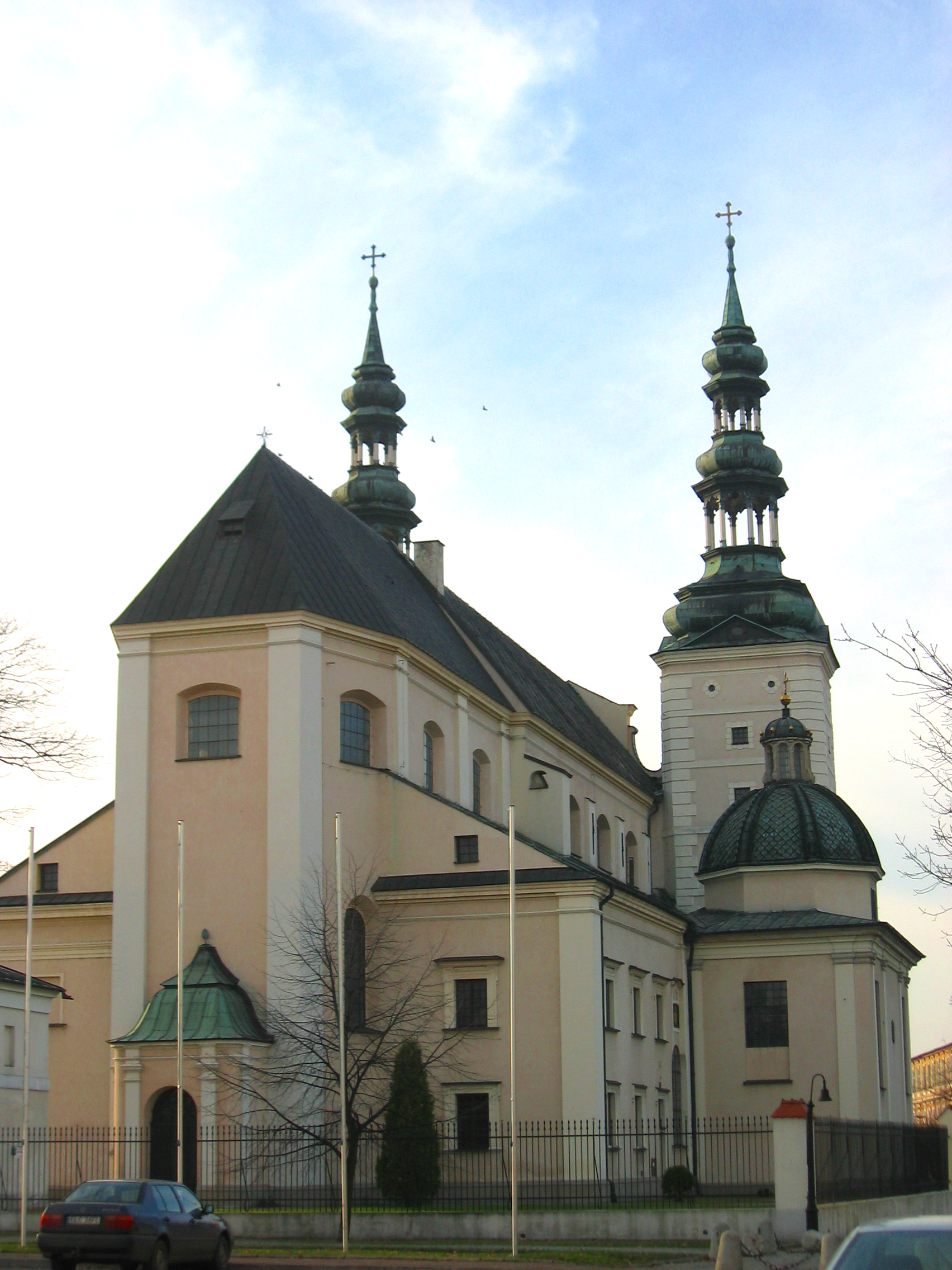
Базилика
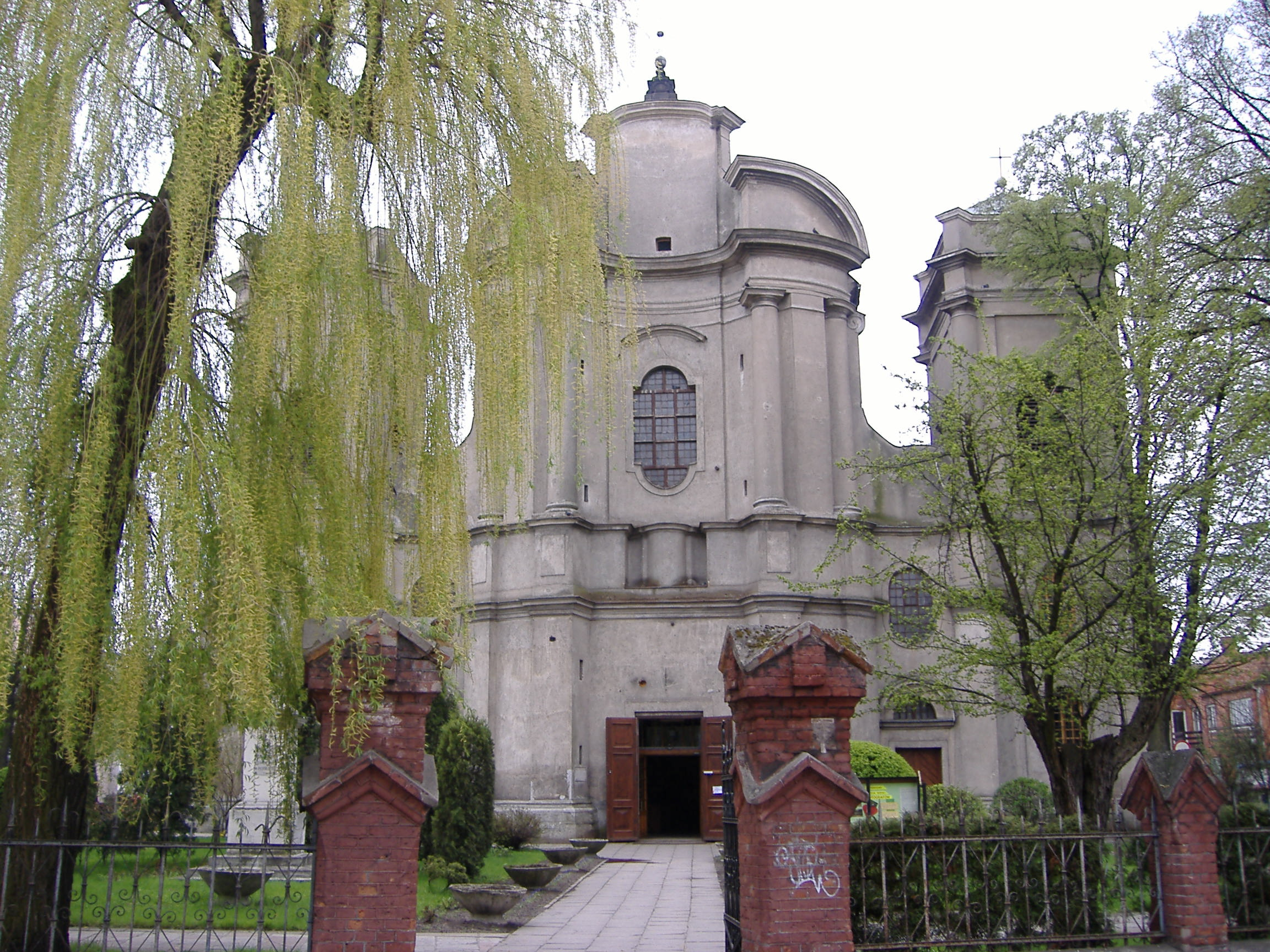
Костёл
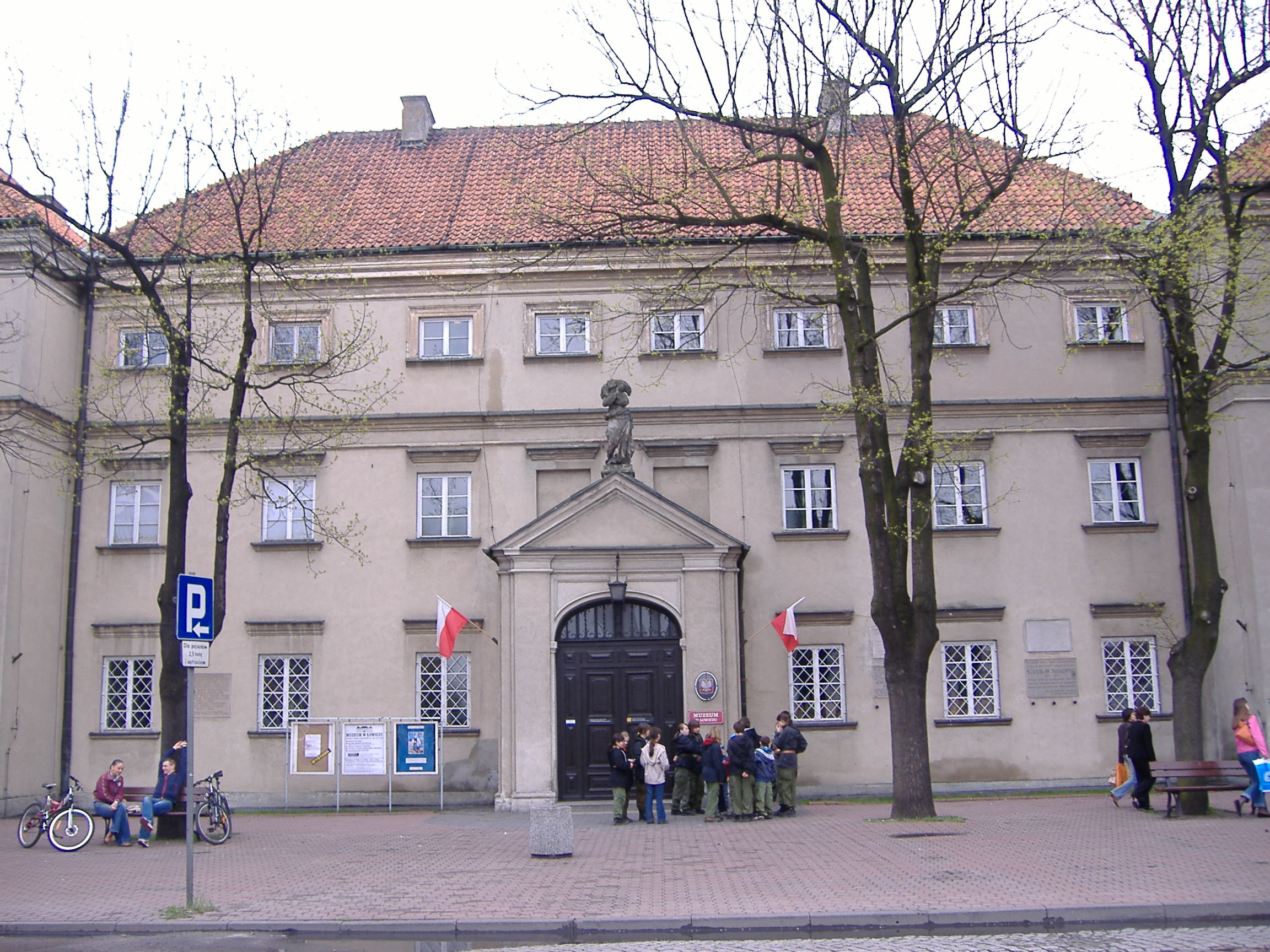
Музей
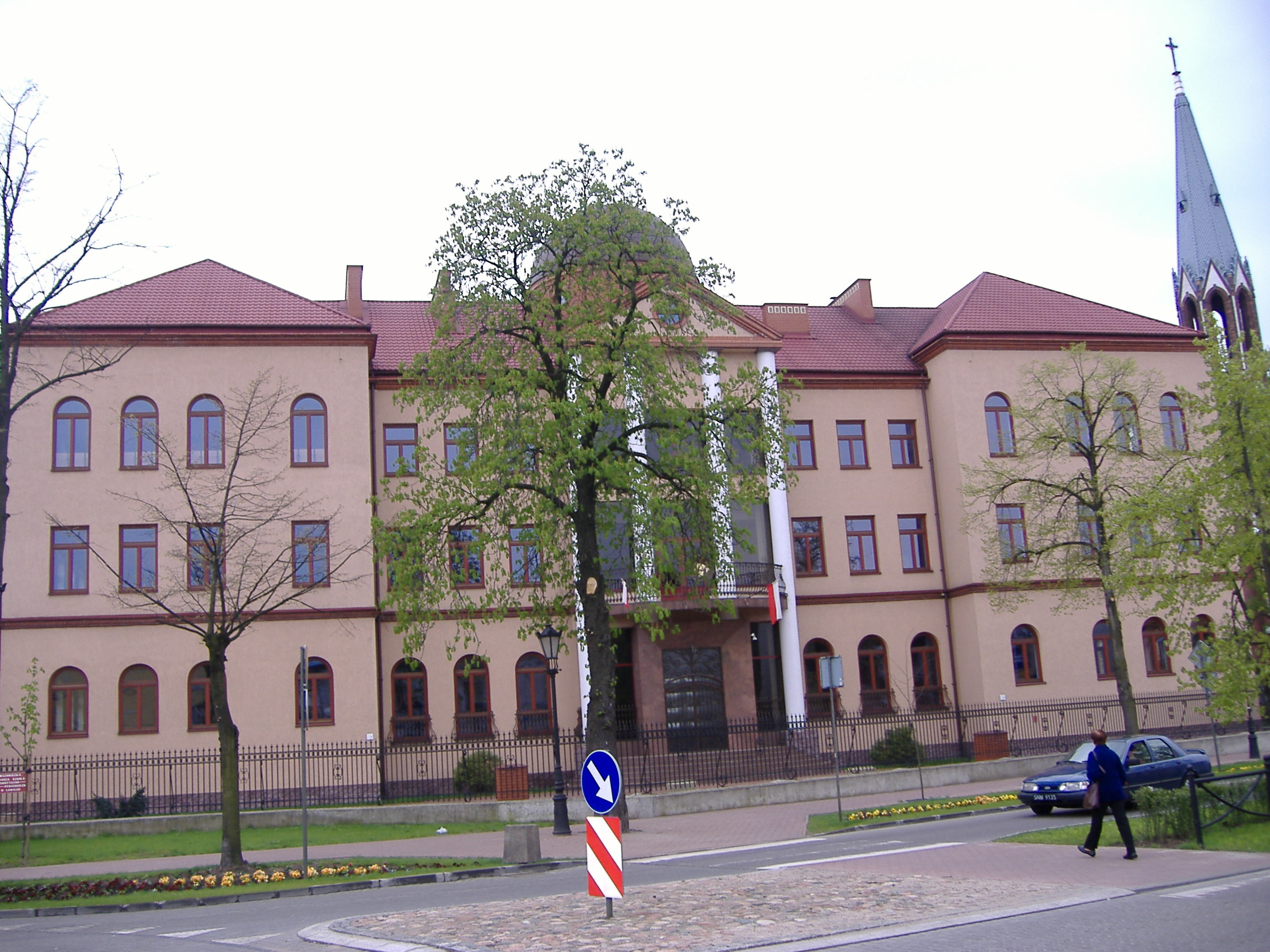

## Знаменитые люди
- Адам из Ловича
- Войцех Барановский
- Деникин, Антон Иванович (Российская империя) — учился в старших классах в Ловичском реальном училище (1889).
- Юзеф Жондкевич
- Болеслава Мария Лямент
- Даниэль Ольбрыхский
- генерал Михаил Царевский (СССР)
- Мацей Рыбус

## Города-побратимы
- Кольдиц (нем. Colditz), Германия
- Люблинец (пол. Lubliniec, нем. Lublinitz), Польша
- Монтуар-на-Луаре (фр. Montoire-sur-le-Loir), Франция
- Реда (пол. Reda), Польша
- Шалчининкай (лит. Šalčininkai, пол. Soleczniki), Литва
- Чиктовага (англ. Cheektowaga), шт. Нью-Йорк, США